# Паралија Ајасматос
Паралија Ајасматос (грч. Παραλία Αγιάσματος) је насељено место у општини Места у периферији Источна Македонија и Тракија, Грчка. Према попису из 2021. године било је 2 становника.
Насеље се налази на обали Егејског мора и води се као посебно насеље од 1991. године.